# Euphorbia hexadenia
Euphorbia hexadenia là một loài thực vật thuộc họ Euphorbiaceae. Đây là loài đặc hữu của Madagascar.